# دون وارد
دون وارد (30 أغسطس 1934 في المملكة المتحدة - ) (بالإنجليزية: Don Ward)‏ هو لاعب كريكت بريطاني. لعب مع نادي مقاطعة غلاموركن للكريكت ‏.

## وصلات خارجية
- دون وارد على موقع إي آس بي آن كريك إنفو (الإنجليزية)